# Jeanine Martin
Jeanine Andrée Martin (La Seyne-sur-Mer, 17 febbraio 1946 – La Seyne-sur-Mer, 5 aprile 2023) è stata una cestista francese.

## Carriera
Con la Francia ha disputato i Campionati del mondo del 1971 e tre edizioni dei Campionati europei (1964, 1968, 1970).